# Couratari scottmorii
Couratari scottmorii é uma espécie de planta lenhosa da família Lecythidaceae.
Nativa da Costa Rica e Panamá.